# De schovenbindster
De schovenbindster is een schilderij van de Nederlandse schilder Vincent van Gogh. Hij schilderde het werk in 1889 in olieverf op doek en het meet 43 bij 33 cm.
Van Gogh maakte in Saint-Rémy een reeks schilderijen naar prenten van onder anderen Rembrandt van Rijn en Jean-Francois Millet, die hem ook in zijn vroege werk regelmatig hadden geïnspireerd.
De reeks Travaux des champs werd door Van Gogh gekopieerd in tien kleine schilderijen, die voornamelijk zijn uitgevoerd in goudgeel en helder blauw, de kleuren die Van Gogh het meest associeerde met het boerenleven.